# Anthicus balachanus
Anthicus balachanus is een keversoort uit de familie snoerhalskevers (Anthicidae). De wetenschappelijke naam van de soort is voor het eerst geldig gepubliceerd in 1906 door Pic.